# Reekse Politieke Partij
Reekse Politieke Partij (RPP) is een Nederlandse lokale politieke partij.

## Ontstaan
Tijdens de gemeenteraadsverkiezingen in 2006 boekte RPP een resultaat van vier zetels in de gemeenteraad van Landerd. In het College van burgemeester en wethouders zaten naast RPP de Democraten Schaijk '97 en Zeelands Welzijn.
Tijdens de gemeenteraadsverkiezingen in 2010 haalde RPP opnieuw 4 zetels. Mede doordat hun wethouderskandidaat (Chris School) niet acceptabel was voor de andere partijen, kwam de RPP dit keer niet in het college van B&W. Progressief Landerd, Christen-Democratisch Appèl en DS'97 vormden de nieuwe coalitie in Landerd.